# Skaftafellsfjöll
Die Skaftafellsfjöll sind ein Gebirge im Süden des Vatnajökull in Island. 
Es liegt östlich des Skeiðarárjökull und dem Morsárjökull und Morsárdalur im Vatnajökull-Nationalpark und gehörte früher schon in den ehemaligen Skaftafell-Nationalpark. Die höchste Erhebung ist der Blátindur mit 1177 Metern. An einem Hang des Skerholl gibt es heiße Quellen. 